# 坂井利之
坂井 利之（さかい としゆき、1924年10月19日 - 2017年8月16日）は、日本の情報処理工学者。京都大学名誉教授、龍谷大学名誉教授。専門は、情報通信工学、情報工学、情報学。工学博士（京都大学、1954年）。
大阪府高槻市生まれ。文字や音声などを認識する技術、パターン認識の研究・開拓の先駆者とされ、情報処理学会や国際パターン認識連盟の会長を務めた。

## 略歴

### 学歴
- 1947年：京都帝国大学工学部電気工学科卒業
- 1954年:京都大学工学博士「超高周波可変インピーダンス回路とその応用に関する研究 」
- 1952年：京都大学大学院特別研究生修了

### 職歴
- 1953年：京都大学工学部電気工学科（電気工学第7講座（有線通信工学））講師（12月、助教授昇任）
- 1960年：京都大学工学部電気工学科教授
- 1970年：京都大学工学部情報工学科教授（情報基礎論講座）
- 1988年：京都大学定年退官、名誉教授
- 1989年：龍谷大学理工学部長（初代）
- 1998年：龍谷大学名誉教授

## 受賞歴・叙勲歴
- 電気通信学会稲田記念学術奨励金（1956年）
- 電気学会電気学術振興賞・進歩賞（1966年）
- 情報処理学会論文賞（1970年）
- 電子通信学会論文賞（1977年）
- 京都新聞文化賞（1985年）
- 高柳記念賞（高柳記念電子科学技術振興財団）（第1回、1986年）
- 紫綬褒章（1990年）
- C&C賞（第7回、1992年）
- 勲二等瑞宝章受章（1995年）
- 大川賞（第4回、1995年）
- 文化功労者（1996年）[2]
- 正四位（2017年）

## 著書

### 単著
- 『電子計算機-コンピュータ時代と人間-』（岩波書店<岩波新書>、 1968年）
- 『翻訳するコンピュータ-情報革命と語学の壁に挑む-』（講談社<ブルーバックス>、 1969年）
- 『情報の探検-コンピュータとの発見的対話-』（岩波書店<岩波新書>、 1975年）
- 『情報基礎学詳説』（コロナ社、1983年）
- 『情報基礎学演習』（コロナ社、1986年）
- 『戦略的創造のための情報科学』（中央公論社<中公新書> (899)、 1988年）
- 『電子計算機-コンピュータ時代と人間-』（岩波書店<岩波新書>、 1988年）
- 『情報基礎学―通信と処理の基礎工学』（コロナ社、2000年）

### 編著
- 『情報工学の教育・研究-情報学科10年の歩みと1980年代の展望-』（共立出版、1980年）
- 『マルチメディア情報処理ネットワーク絵とき読本』（阿草清滋、美濃導彦、岡田至弘との編著、オーム社、1989年 ）
- 『情報科学の基礎研究』（オーム社、1990年）
- 『高度情報化社会のガバナンス』（東倉洋一、林敏彦との編著、NTT出版、2003年 ）

### 共著
- 『パターン認識の理論』<情報科学講座>（西尾英之助との共著、共立出版、1971年 ）
- 『文字・図形の認識機械』<情報科学講座>（長尾真との共著、共立出版、1971年 ）
- 『ニューメディア社会がわかる本-高度情報化次代に何がどう変わるのか-』（ニューメディア研究会との共著、PHP研究所、1984年 ）

### 訳書
- アンソニー.チャンダー『コンピュータ用語辞典（第2版）』（監訳、講談社<ブルーバックス>、1982年）